# Franciszek Ciupka
Franciszek Ciupka (ur. 6 września 1912 w Gliwicach, zm. 10 czerwca 1989 tamże) – działacz mniejszości polskiej w Niemczech i samorządowiec, starosta kozielski (1945–1948), członek prezydium Miejskiej Rady Narodowej w Gliwicach (1958–1963). 

## Życiorys
Urodził się jako piąte dziecko spośród siedmiorga rodzeństwa, w rodzinie Ignacego (1874–1950), hutnika, i Waleski z domu Malcherek (1880–1954). Po ukończeniu szkoły podstawowej kontynuował naukę w gimnazjach w Paczkowie i Gliwicach, a następnie w zawodowej szkole handlowej i szkole drogistycznej, w której w 1930 uzyskał dyplom drogisty. Pracował dorywczo jako robotnik budowlany. W dwudziestoleciu międzywojennym zaangażowany w polski ruch harcerski i młodzieżowy na Górnym Śląsku (w latach 1925–1934 działał w Związku Harcerstwa Polskiego w Niemczech i Związku Kół Śpiewaczych na Śląsku Opolskim. Od 1934 był prezesem zarządu powiatowego Związku Polaków w Niemczech na terenie Gliwic, a w latach 1937–1939 - sekretarzem powiatowym tej organizacji na miasto Gliwice i powiat toszecko-gliwicki. W 1934 uczestniczył w II zjeździe Polaków z zagranicy w Warszawie, a 6 marca 1938 w Berlinie - w kongresie Związku Polaków w Niemczech. Za działalność niepodległościową, po wybuchu II wojny światowej został aresztowany przez gestapo i więziony we Wrocławiu, później w KL Buchenwald, skąd w listopadzie 1942 został zwolniony i skierowany do obozu pracy w zakładach chemicznych I.G. Farbenindustrie w Kędzierzynie. W 1944 został ponownie aresztowany.
Po wyzwoleniu Górnego Śląska objął obowiązki starosty kozielskiego, które (z rekomendacji PPS) sprawował od 23 marca 1945 do października 1948. W czasie stalinizmu, w 1948 został aresztowany i niesłusznie więziony do 1953 (zrehabilitowany w 1957). Od 1953 pracował w Przedsiębiorstwie Zmechanizowanych Robót Ziemnych w Gliwicach, a następnie w PPH „Polskie Odczynniki Chemiczne” w Gliwicach jako starszy technolog do spraw opakowań. Powrócił do pracy w terenowych organach władzy w 1958, obejmując mandat radnego Miejskiej Rady Narodowej w Gliwicach – został członkiem jej prezydium (do 1963).
W październiku 1974 przeszedł na emeryturę.
Od 1937 był mężem Magdy z domu Gralla (1916–2001), z którą miał córkę i dwóch synów.
Zmarł 10 czerwca 1989. Pochowany na cmentarzu Parafii św. Antoniego w Gliwicach-Wójtowej Wsi (sektor A1-15-6).

## Ordery i odznaczenia
- Krzyż Komandorski Orderu Odrodzenia Polski
- Krzyż Kawalerski Orderu Odrodzenia Polski
- Złoty Krzyż Zasługi (18 stycznia 1946)[2]
- Krzyż Oświęcimski
- Medal Rodła
- Medal 800-lecia Miasta Koźla